# 観音院 (野田市)
観音院（かんのんいん）は、千葉県野田市にある真言宗豊山派の寺院。

## 概略と沿革
1691年（元禄4年）に開山した。
寺宝の一つに「マリア観音」がある。言い伝えによると、島原の乱を逃れた「堯山」という行者が持ち込んだものと言われている。現在、マリア観音は午年のみに開帳される秘仏となっている。
境内には閻魔大王などを祀る「十王堂」がある。元々は別の場所にあったが、1978年（昭和53年）に移設された。

## 交通アクセス
- まめバス目吹神社バス停留所で下車、徒歩4分。